# Ferme Bellevaux
La ferme Bellevaux est un bâtiment situé dans le hameau de Malval, sur le territoire de la commune genevoise de Dardagny, en Suisse.

## Description
Cette ferme, située au numéro 2 du chemin des Tassonnières et parfois également appelée ferme Schlipf-Bellevaux du nom de deux anciennes familles du village, est inscrite comme bien culturel d'importance nationale.